# 藩札

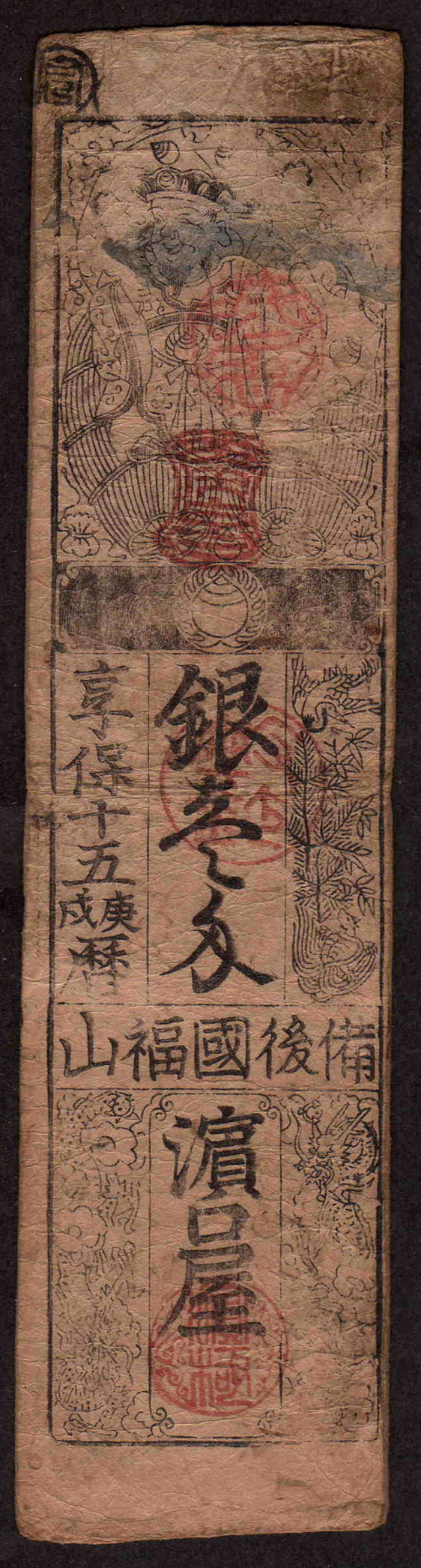
備後福山藩が享保15年に発行した藩札。額面は銀1匁、発行元の「濱口屋」の名称も見える。

藩札（はんさつ）は、江戸時代に各藩が独自に領内に発行した紙幣である。以下では、狭義の「各藩が発行した藩札（大名札）」を中心に述べるが、実際上は、旗本が発行した旗本札、寺社が発行した寺社札、宮家が発行した宮家札、地域で発行した町村札、私人が発行した私人札なども、広義の藩札として取り扱われることも多い。

## 概要
最初の藩札は、通説では越前福井藩松平家が寛文元年（1661年）に発行した銀札であると言われているが、文献上では寛永7年（1630年）に発行された備後福山藩の銀札が最初である。もっともそれ以前に伊勢や大和では私札の発行が見られ、現存する日本最古の紙幣ともいわれる山田羽書（1610年）もこれに属する。寛永11年（1634年）には自治都市であった今井町において、幕府から許されて藩札と同じ価値のある独自の紙幣として発行された銀札「今井札」が74年を通じて広く近郷でも用いられたが、兌換の円滑さから国中でも信用性が高かった。その後、特に銀遣い経済地域である西国の諸大名を中心として、多くの藩が藩札を発行した。
藩札発行の目的は、自領内の貨幣不足を補い、通貨量の調整機能を担わせることであった。それには十分な正貨準備が不可欠であったが、実際には、藩札発行で得られる実通貨の納庫を目論み、これによって藩の財政難の解消を試みる場合がしばしばあった。藩札の流通は、藩が独自の流通規則を定め、藩札以外の貨幣の流通を禁じた藩もあったが、藩札と幕府貨幣の両方の流通を認めた藩も多かった。
なお藩札は、藩を改易された際には紙くずと成るリスクを有し、また藩の財政状況が悪化しただけで信用力の低下につながる。そのため藩札の運用が行き詰まった場合には、藩札の兌換を巡る取り付け騒ぎや一揆、打ちこわしも発生した。表向きには金銀などの兌換保証を前提としていた藩札だったが、実際にそれだけの正貨を用意できた藩は少なかった。
藩札普及初期には、藩が自ら藩札会所などを設けて藩札の発行をしていたが、やがて領地内外の富裕な商人が藩札の札元となり発行を行い、その商人の信用によって藩札が流通した側面もあった。ただし、実際の版型を彫る技術者を各藩内で得るのは困難なため、大坂を中心とする京阪地方で各藩の注文を受け、銅版の場合は藩の注文に応じてその地に出張して製版に当たった。印刷は各藩内で藩の者によって刷られ、銅版の場合は製造技術者が共に行った。
畿内近国においては、幕府領、諸藩領、旗本領などがモザイク状に入り組んでいたために、他領地との取引が諸領の経済活動に占める割合が非常に大きく、また江戸時代後期以降は幕府の意図的な銀単位通貨流通量抑制政策のために手形や藩札による取引も盛んであったため、発行元である藩の思惑に反して藩領を超えた比較的広い範囲にまで藩札が流通していた場合も少なくない。
また近隣の藩で藩札が発行された場合、領内の良貨（幕府貨幣）が悪貨（近隣の藩が発行した信用の裏付けの弱い紙幣）に取って代わられる、言い換えれば良貨を近隣他領に吸い上げられることは自領の経済活動に悪影響が及ぶため、それを防ぐための自衛策として、小藩や旗本領、関東諸藩の飛び地領などでも独自の紙幣を発行せざるを得なくなる場合も少なくなかった。
包金銀と同様に、藩札にも所定の枚数の藩札を包んだ「藩札包」が存在し、包金銀とほぼ同様の機能を持っていた。

## 藩札の種類
藩札は、和紙に木版刷りが基本であったが、手書き墨書の札も少なくない。仙台藩により天明4年（1784年）に発行された仙台通宝のように硬貨形式のものも広義の藩札に含める場合がある。銅版による藩札は、寛政年間に司馬江漢が足守藩で銅鐫したのが始まりで、幕末にはほぼ玄々堂が独占した。銅版で作る利点は、入手困難な腐食薬品を用いて制作される銅版のほうが、技術的に偽札防止に効果があったためである。
藩札用紙は流通上の利便性のため、耐用年数を上げるために小型で丈夫な厚手の和紙であるケースが多い。すかしや着色紙、隠し文字などの偽造防止などを取り入れたものもあった。各藩は偽造防止のために藩札用紙の確保には神経を使った。摂津国有馬郡名塩村（現・兵庫県西宮市）で作られた和紙（名塩雁皮紙）は、雁皮に特殊な土を漉き込むことによって虫食いの害を防ぐことができるため、全国的に普及した。
藩札は兌換保証の紙幣であり、藩札の交換対象となる物とその量が藩札に明示されていた。一般には、札使いは銀遣い経済地域である西日本において特に盛んであり、銀との兌換の銀札が最も多かった。同じく貨幣との兌換の藩札としては、金札、銭札があった。銀札では、額面に匁(もんめ)を用いることが多いが、より少額な額面を示す分(ふん。匁の1/10)を用いることもある。
藩札には貨幣ではなく物品との兌換を明示した預り手形（現在の商品券に相当）形式のものもあり、この種のものでは米札が多い。特殊な例として、傘札、轆轤札、糸札、するめ札や昆布札などもあった。また、振り手形（現在の小切手に相当）の形式で、発行藩及び取引先両替商の信用の元で不特定多数に流通できるよう藩札用の小型で厚手の和紙で作製したものもあった。
藩領内の特産品の専売制を推進するため、これら専売品の買上げに藩札を使用した例もある。家臣の倹約を目的として、藩士間の贈答用に用いることを義務付けられた、本来の贈答品の購入費用からすれば比較的低額の兌換紙幣（音物札）を発行した藩もあった。
明治初年に政府は銀通貨の通用を停止したため、それ以降、新貨幣制度が開始され藩札の発行が禁止される明治4年までに発行された藩札は、金単位あるいは銭単位の額面である。銀単位の藩札を大量に発行していた西日本諸藩及び東日本諸藩の西日本の飛地領では、それらの旧札の額面部分に金単位または銭単位の加印を施して再発行させた例も多い。
なお、広義の藩札を調査するときには、平成4年3月に史料館所蔵史料目録第57集として発行された「日本実業史博物館旧蔵古紙幣目録」が、全時代に亙る藩札を網羅し、また、藩札に印刷・押印された字句を詳細に記録しており、検索並びに同定のための資料として大変有益である。

## 幕府の対応

### 藩札の禁止
幕府による藩札への対応は二転三転している。宝永2年（1705年）に藩札の調査が行われ、それを受けて幕府発行の貨幣の流通が滞るとして宝永4年（1707年）、すべての藩札の使用が禁止された（宝永の札遣い停止令）。実際には、幕府の行っていた貨幣改鋳の妨げになるとの思惑であった。

### 禁止の解除
享保15年（1730年）に領国の石高が20万石以上であれば通用期間25年、20万石以下であれば通用期間15年などの条件付きで藩札の発行が再解禁された。この背景には、享保の改革で下落した米の価格があり、諸藩の財政を救済する目的であったといわれている。しかし宝暦9年（1759年）には新規の藩札発行が禁止され、その後、銀札以外の藩札の流通に制限が加えられた。このような幕府の藩札の取り締まりにもかかわらず、財政難に苦しむ諸藩は幕府に無断で発行を続けた。
幕末並びに明治初期においては、混乱する経済情勢を背景に、幕府による統率の不徹底や、明治政府の権限未確立もあり、多種多様な、狭義の藩札、並びに広義の藩札が発行された。広義の藩札で見ると、現存するものの大半は、文化文政期以降の発行によるもので占められることには注意を要する。
幕府自体は、貨幣流通にこだわり続けたが、幕末の慶応3年（1867年）に江戸横浜通用札、江戸および関八州通用札、兵庫開港札の三種類の金札紙幣を発行した。

## 明治政府の対応
明治4年（1871年）に明治政府が藩札の発行状況を調べたところ、全国の藩の約8割に当たる244藩、14の代官所、9の旗本領が紙幣の発行を行っていた。江戸後期頃までは西日本を中心とした銀遣い経済下の諸藩の発行が中心であったが、幕末の混乱によって幕府の強力な統制が減退・消滅し、諸藩は混乱に伴う財政危機を紙幣発行により賄おうとした結果、関東諸藩を中心に新規に発行する藩が続出したためである。明治政府は同年の廃藩置県の機に藩札回収令を発布し、各藩札を新貨幣単位（圓、銭、厘）により価額査定し、実交換相場による藩札回収を始めた。藩札は1872年（明治5年）4月に発行された新紙幣の明治通宝と交換する形で回収されていった。ただし、藩札は小札が多かったのに対し、新紙幣は十銭札が最少だったため、5銭以上に相当する藩札だけが新紙幣と交換され、5銭未満の小札は新貨発行まで引き換えが見合わされた。5銭未満のものは新貨（5銭銀貨等）と交換されることとなったが、新貨鋳造が間に合わなかったため、旧藩札に新価額を押捺して流通させた。この新価額スタンプ（大蔵省印）は1厘から3銭台までは1厘刻みで全て存在し、4銭台も1厘刻みだが4銭1厘・4銭7厘・4銭9厘が欠けているので、総計46種となっている。なお1枚の価額が1厘未満と査定されたものも存在し、基本的には2枚で1厘、3枚で1厘など、種類によって定められた枚数で1厘とされ、最小で「23枚で1厘」のものがある。また計算上の価額が8毛台や9毛台など1厘に少し足りないものは単純に「1厘」とされず「2枚で2厘」とされた。これら1厘未満のものは押印されずまとめて交換された。明治7年（1874年）には新貨幣の鋳造が進みようやく交換が開始され、最終的に処理を完了したのは5年後の明治12年（1879年）6月であった。
廃藩置県後、新通貨が整備されて普及するまでは、太政官札・民部省札などといった藩札類似の政府紙幣、旧幕府領に設置された府県のいくつかが発行した札、新政府が各地の商業中心地に開設させた為替会社や通商会社が発行した札などと並び、藩札に円銭厘の単位を示した大蔵省印が加印された藩札が、新貨交換比率が設定された寛永通寶銭などの銭貨と共に使用された。

## 各藩の状況

### 蝦夷・奥羽地方
弘前藩
宝暦の飢饉で疲弊した陸奥国弘前藩の財政を立て直すため、勘定奉行の乳井貢が宝暦6年（1756年）に導入したのが標符という藩札類似のものであった。藩札と異なり標符は、通帳のようになっており商取引が書き込む形式となっている特徴があった。
商人は一家一業を原則とし、全ての商品と蓄えられた米や金銀を半ば強制的に藩に納めさせ、改めて標符と商品を下付した。商人はすべての商いを標符で決算され、利益の一割を商人の取り分として残りは藩に納めさせた。また、藩の家臣は禄高に応じた銀の額の標符が渡され、買い物毎に商人がその標符に取引を書き込む形式を取った。
標符はあまりにも急進的な試みであったため、2年足らずで廃止、乳井貢も失脚した。
仙台藩
陸奥国仙台藩では幕府の許可を得て、藩内流通限定とした天明の大飢饉への救済を名目とした仙台通宝が天明4年（1784年）11月より作られた。江戸時代の地方貨としては初めての物である。仙台通宝は当時藩内経済の要衝であった石巻の鋳銭場で作られた。「鋳銭場」の地名は現在の石巻市中心部に残っている。また、同時期に紙幣としての藩札も発行された。藩札は、貞享・宝永・天明・升屋札・両替所札などがあげられる。
会津藩
陸奥国会津藩では、藩財政窮乏の打開と藩士救済を目的として、元締役 長井九八郎の意見具申を容れる形で元禄13年（1700年）に金札、翌年には銭札を発行した。しかし、町方、村方には受け入れられず、元禄16年（1703年）までに金札、銭札共に通用を停止した。その一方で、幕末に松平容保が京都守護職に就任したことに伴って播磨国加東郡・加西郡に役知領を有した同藩は、役知領の近隣に当たる播磨国加東郡小澤村の辻氏の引請による銀札を江戸末期頃に発行した。他に会津藩発行の貨幣としては、寛永通寶、天保通寶の密鋳銭、会津銀判などがある。
久保田藩
宝暦3年（1753年）から宝暦4年（1754年）、出羽国久保田藩は凶作に見舞われ、幕府に願い出て藩札を銀札1匁につき銭70文の相場で発行した。当初10匁、5匁、3匁、2匁、1匁の5種類だったが後に、3分、2分の藩札も発行された。当初は順調であったが、凶作による米の値上がりを見込んで商人らが米を隠匿するなどして藩札による買い上げを拒否した。また藩は凶作のため正貨で米を買い集めなければならなくなり、兌換の資金が流出してしまった。混乱のうちに宝暦7年（1757年）に藩札は廃止された。
失敗の責任が問われ、家老や銀札奉行などが切腹や蟄居など重い処分が下された。また藩主よりの中下層の藩士が連座についたが、佐竹一族や古くからの家臣は加増されるなど派閥争いの様相も垣間見えた（佐竹騒動）。

#### 米沢藩の事例（額面以上での回収）
出羽国米沢藩では、金札が大半だったが、宝暦13年（1763年）に上杉家が京都屋敷を買戻してから、銀札も発行された。明治7年（1874年）、新政府による新通貨発足に伴い、回収時の引替率は、金札1両が1円、銀札50匁が1円であった（土佐藩の金札1両が33銭3厘、薩摩藩の32銭2厘、銀札も秋月藩の5匁札は4銭2厘、徳島藩の1匁札は8厘などと比べ、破格の両替率であった。）。
旧一両は新貨幣一圓であるため兌換率十割（銀札に至っては額面の十割二分を超える）、しかも両替手数料なし（通常は数パーセント）にもかかわらず、保持し続けた者が多く全札を回収しきれていない。上杉家には多額の剰余金が残り、新政府に献上の3万両、旧藩士らに分与17万両余、沖縄県への寄附、旧領民の海外留学への奨学金を費やしてもなお残り、銀行まで作った（米沢義社、現在は合併で山形銀行）。

### 関東地方
岡部藩（半原藩）
武蔵国岡部藩（のち三河国半原藩）では、摂津国の飛地領で、大坂堂嶋御用場の出入り両替商加嶋屋熊七、天王寺屋彦十郎が引請人となった銀札を発行した。摂津国の豊嶋郡、能勢郡、川辺郡、有馬郡に散在する同藩の領地を中心とした地域で通用した。
安政4年（1857年）、飛地陣屋である桜井谷陣屋の役人の不正が発端となり、抜本的な財政改革を要求する騒動が発生した。近隣の麻田藩では大坂商人で西本願寺家臣の石田敬起（大根屋小右衛門）による改革で藩札は農民側の管理に委ねられて適切に運用されていたため、それに倣った改革が領民から要求された。その結果、藩札は大坂の両替商の関与を断たれ、桜井谷陣屋の米奉行が発行し、豊嶋郡の領内有力農民が銀穀方として運用する形態が幕末まで続いた。

### 中部・北陸地方
岩村藩
美濃国岩村藩では、金札二朱・一朱、銭札一貫文・百文等があった。
苗木藩
美濃国苗木藩では、元治年間に発行の金札二両・一両・二分・一分・二朱等があった。
浜松藩
遠江国浜松藩では、飛地領を有する播磨国東部の加東郡・美嚢郡で安政3年（1856年）頃、銀札を発行した。札面には、偽造防止のためオランダ語の単語（Voordeelig；便利な）が描かれていた。額面は銀五匁、一匁、三分、二分であった。

### 近畿地方
狭山藩
河内国狭山藩では、天保6年（1835年）に銀札、翌7年（1836年）に銭札を発行した。銀札の引替所は池尻村の小谷六左衛門方であった。
丹南藩
河内国丹南藩からは、文政4年（1821年）に米の価格を銀単位で表示（「米弐升代銀壱匁」など）した米銀札を発行した。その他、明治期には、丹南引替役所から銭札を発行した。
岸和田藩
和泉国岸和田藩では、延宝4年（1676年）から藩札（銀札）を発行した。当初よりさまざまな引請人の銀札が発行されており、札遣いが盛んだったことがわかる。享保15年（1730年）の札遣い再開からは、領内の泉佐野の廻船問屋で加賀国の銭屋五兵衛と並び称された豪商の食野家（めしのけ）などの引請による銀札が発行された。なお、岸和田藩は食野家から多額の借財を抱えており、藩財政は同家の強い影響下にあった。
伯太藩
和泉国伯太藩からは、宝暦5年（1755年）に領内の黒鳥村の黒川武左衛門が札元となって発行された。その他、仲村吉次郎、大植清左衛門が札元となった銀札が現存している。明治期には、銭札が発行された。
麻田藩
摂津国麻田藩は1万石程度の小藩としては例外的に、かなり早期の延宝5年（1677年）3月から藩札を発行した。これは、麻田藩領の多くが経済の中心地であった大坂に程近い摂津国豊嶋郡（豊嶋郷）、川辺郡（高平郷）にあったことによるものと考えられる。幕命により宝永4年（1707年）に一旦は発行を中止したが、その後、幕許を得て宝暦3年（1753年）7月に再度発行し、明治維新後まで継続した。なお、麻田藩は備中国にも飛地領を有し、同地でも藩札を発行した。
尼崎藩
摂津国尼崎藩は、経済活動の盛んな西宮、兵庫津を領し、更に大坂、伊丹に囲まれるという地理的条件のため、早期に藩札が発行された。尼崎藩札として確実なものは油屋庄右衛門を札元とした寛文10年（1670年）発行の札がはじめである。宝永の札遣い停止令を経て、享保15年（1730年）に西宮の町人を札元に登用した銀札を発行した。尼崎藩での銀札の引き請けは、家屋敷・田畑を抵当に多額の資金を無利子で得るという形式をとっていたため希望者が多く、札元は数十人に上った。
明和6年（1769年）に尼崎藩の経済の根幹であった西宮と兵庫津を含めた灘筋の村々が幕府領として上知され、藩財政に対する不安から藩札流通にも多大な影響が見られた。このため、庄屋層に管理を託していた旧札を回収して、新引替人による統一的な新札発行に切り替えられた。文政元年（1818年）には引き替えは泉屋利兵衛、樋口屋十郎右衛門、尼崎引替役所の3か所となった。しかしその後も数度新・旧札の切り替えが行われ、札元も入れ替わった。
明治初期には銀札は銭札に切り替えられ、金札も併せて発行された。明治新政府回収の際の引替率は、金札1両は1円、銭札五百文は4銭、百文は8厘であった。
また尼崎藩では、明和6年の西宮、兵庫津をはじめとする灘目筋村々の上知に伴って与えられた播磨国の飛地領においても、赤穂郡上郡村及び多可郡中安田村に置かれた会所で藩札を発行した。
三田藩
摂津国三田藩は近隣の尼崎藩、麻田藩などと同様にかなり早期の、元禄13年（1700年）から藩札を発行した。宝永の札遣い停止令を経て、元文5年（1740年）に、藩財政窮乏の緩和、藩経済の発展に対応した通貨量増大などを目的として藩札の発行を再開した。
三田藩が陣屋を置いた三田町は、周辺の摂津・播磨内陸部の国境地帯が幕府領、小藩領、関東諸藩の飛地領、旗本領等の錯綜地であったこともあり、商業の一大中心地として栄えた。また、酒造好適米の生産地である播磨国東部から酒造の一大中心地である摂津国武庫郡西宮町への陸路による輸送の重要な中継点にあたり、後に西宮町を含む灘地方（摂津国西部沿岸地域）における酒造業の飛躍的発展に伴って、三田藩領及び周辺の米も酒米として利用されるようになると、三田藩が藩領外の商人に対しても自藩領内での藩札の使用を義務付けていたこともあり、摂津国西部から播磨国東部にかけてのかなり広い地域で同藩の札は流通した。三田藩では領内のみならず、領外の多くの有力商人・農民をも自藩札の引請人としていた。ただし、三田藩本領、摂津国灘地域、播磨国東部地方では発行された札の図柄が異なっており、必ずしも相互の地域で一元的に流通していたわけではない。
なお、三田藩は丹波国氷上郡にも飛地領を有し、同地でも藩札を発行した。
高槻藩
摂津国高槻藩では、財政基盤が脆弱で、国産品の専売制も困難であったため、借入、頼母子講、御用金といった起債の形で財政難の対策としており、周辺の藩のような藩札の積極的な発行は明治元年（1868年） - 2年（1869年）まで待たねばならない。江戸期には、倹約を目的として、家中の贈答用に発行された銀札の音物（いんもつ）札のみが発行された。音物札はあらゆる贈答の機会に使用することが義務付けられていた。交付の際に額面の2%の手数料が必要であったが、正銀への交換は無料であった。
明石藩
播磨国明石藩札は畿内近国の諸藩からは少し遅れ、寛延3年（1750年）11月より、この時点で藩主であった松平氏（親藩、越前松平家庶流）によって発行された。このとき発行された札は五拾匁、拾匁、壱匁、三分、弐分の銀札であり、藩の勘定奉行管轄の銀会所が取り扱った。
明治維新後、廃藩置県によって明石藩が明石県を経て飾磨県となった明治5年（1872年）4月から明治6年（1873年）12月までの間、新通貨に引き替えられた。引替率は、拾匁札は3銭9厘、壱匁札は4厘、弐分札は1厘であった。
また美作国の飛地領においても、小原村の引替会所で藩札を発行した。
安志藩
播磨国安志藩は、近隣の大藩である姫路藩が文政3年（1820年）に札使いを再開したことに影響を受け、文政5年（1822年）に幕許を受けて銭札（銭匁札）を発行した。額面は十匁、五匁、一匁、三分、二分であり、後に同額面の銀札を併せて発行した。同藩では、溜池普請、洪水被害を受けた村々への救済が藩札によって行われたことが史料に記されている。同藩が発行した特殊な藩札として、額面が郷人足一人、半人の郷人足札、三百目から二十目までの銀建ての高額面の札である銀方札座札がある。明治4年（1871年）より新通貨に引き替えられた際の引替率は、銀十匁札は1銭、銭十匁札は9厘、壱匁札は銀札、銭札共に1厘であった。
小野藩
播磨国小野藩では江戸大火による上屋敷の類焼、地震被害等で財政が逼迫し、安政3年（1856年）より、銀札として五文目（匁）、一文目、二分、一分の4種を引替会所が発行した。また明治維新後、銭札として一貫文、五百文の2種を発行した。銭札には偽造防止のため神代文字が描かれている。明治4年より新通貨に引き替えられた際の引替率は、五匁札は1銭3厘、壱匁札は3厘、弐分札は2厘であった。
龍野藩
播磨国龍野藩では、最も古いものとしては文化2年（1805年）8月発行の銭札が現存している。文化15年（1818年）には引請人を掛屋の茂右衛門と丈左衛門とし、城下の立町に引替所を置いて藩札の取り扱い業務を行わせた。のち、安政3年（1856年）8月には俵屋・大川屋の引請の札、半田屋・栄屋の引請の札が発行された。
林田藩
播磨国林田藩では、近隣の大藩姫路藩の札遣いとほぼ同時期の文政2年（1819年）11月より藩札（銀札及び銭匁札）を発行した。額面は、銭匁札では、銭10匁、5匁、1匁、5分、3分、2分、5厘であった。明治元年（1868年）に銀遣いが新政府により禁止されると、多くの西国他藩と同様に両・分・朱を額面とした金札を発行した。
姫路藩
播磨国姫路藩は同国の中核を担う典型的な領国型の領地を有しており、幕府領、小藩領、旗本領などが入り組んでいる周辺の地域経済にまで大きな影響力を有していた。姫路藩が領地を有していた播磨平野は綿作の好適地であり、木綿の専売で大きな実績を上げていた。姫路藩は文政3年（1820年）、姫路城下の綿町に切手会所を開設し、掛屋、用達に藩札の取り扱いを命じた。翌年3月には木綿の専売を取り仕切る綿町国産会所を開設し、後に切手会所を国産会所に併設した。
福本藩
播磨国福本藩は鳥取藩の支藩である。江戸時代中期以降は、慶応4年（1868年）に鳥取藩より蔵米を支給されて石高が1万石を越えて再度立藩するまで、交代寄合の旗本であった。領地は市川流域の神東郡・神西郡北部にあった。両郡の南部は姫路藩領であったが、北部は同藩及び分家の旗本2家の領地で占められており、陣屋を置いていた福本村及び隣村の粟賀村は同地域の政治経済の中心地であった。同藩では、交代寄合であった文政5年（1822年）より立藩後の明治初年にかけて、銀札及び銭札（銭匁札）を発行した。切手引替所は福本村に置かれた。
三日月藩
播磨国三日月藩は、美作国に近い佐用郡を中心に所領を有した。三日月藩札として現存最古のものは、文化14年（1817年）に発行した手書き墨書の銭札（銭匁札）である。その他、領内の鉱山で通用させた札、三日月藩勘定場発行の人馬駄賃預切手、町会所、生産所、産物会所などが発行した札、明治元年（1868年）に商法方や金方が発行した札など、多種類の札が現存している。
三草藩
播磨国三草藩は1万石の小藩である。領内の村々は特産品が乏しく、また藩主が江戸在府で領内統治も幕府の統制力が強かったため、札遣いの盛んな播磨にありながら、藩札の発行は幕末の安政4年（1857年）とかなり遅い。このとき、銀札として五匁、一匁、三分、二分と、銭札（いわゆる銭匁札）として五匁、一匁、三分、二分、一分の札が発行された。発行高はあわせて980貫目であった。この後に公式の藩札摺り立ては行われていない。これらの札は明治3年（1870年）の引き揚げまで通用した。発行高が少なく、他藩と比べて迅速に引き揚げが行われたため、大蔵省の円・銭・厘の単位の加印が押された札は発行されていない。
山崎藩
播磨国山崎藩は播磨国北部の山がちの地域である宍粟（しそう）郡に所領を有した。山崎藩では文政元年（1818年）5月より藩札を発行した。その後もさまざまな引請人の札を発行したが、そのうちいくつかの札では、偽造防止のために図柄の中に微小文字（「シソウツウヨウ」など）を隠し文字として入れたものがある。領内には鉄山があり、鉄山勘定場からも藩札を発行した。

#### 赤穂藩の事例（改易後の混乱処理）
播磨国赤穂藩の藩札は延宝8年（1680年）に初めて発行されたが、基本的には領内の通用を藩札のみに限り、正貨の流通を禁じていた（実際には他領にも流れた）。赤穂藩の改易で、城明け渡しや藩士の解散で断絶する前に藩札を正貨に交換しようと、商人らが殺到する騒動になった。改易の時点で、藩札の残額が九百貫（約2万両、元禄改鋳により銀相場上昇）あり、家老の大石良雄は藩札を六分替え（額面の6割交換）という、取り潰される藩のものとしては、非常に高い率の銀正貨で回収し、城下の混乱を抑えた。
広島藩の「浅野家文書」では赤穂藩の藩札回収に広島本家と三好藩からの多額の援助が記され、「広島藩御覚書帳」では赤穂藩の断絶後に鴻池家からの借財が桁違いに増加している。
延宝8年の赤穂藩藩札が広島藩に残っており、浅野本家からの援助があった裏付けとなっている（五匁札・一匁札・三分札・二分札の銀札があり、額面上部に大黒天と銀分銅の絵柄が確認できる。商人でなく大名家の手元にある（債務でない）ため、明治政府に回収されていない）。
一方、岡山藩の記録では赤穂の「札之高都合三千貫目程之由」と三倍以上有ったと書かれ、赤穂藩札を持つ備前商人が「四分六分」の換金率（額面の4割交換）だと言われて赤穂城下で喧嘩同然の騒ぎとなり、換金してもらえなかった為に、仕方なく池田家で肩代わりしたと記される。
浅野氏の後に赤穂に入封した永井氏、森氏もまた藩札を発行した。永井氏の札は3年余りとごく短期間の統治のためもあり、現存札は確認されていない。森氏の札は長期にわたって発行されたため、多様な札が残っている。森家赤穂藩（2万石）は浅野家より狭小であり、領地が山に囲まれた地形のため、領外との取引を行う商人などを除き、領内での藩札の専一流通が確実に行われていたことは多くの史料によって確認されている。名目上、藩札の専一流通を規定した藩は数多いが、赤穂藩ほど徹底していた例は稀である。

### 中国地方
広島藩
安芸国広島藩の藩札は、1704年に商人に委託して発行。札元は辻次郎右衛門(京都：広島藩京大坂借銀方･江戸為替御用)、三原屋清三郎(広島城下：質屋)、天満屋治兵衛(広島城下：広島藩肴御用)。銀札で額面は5匁･1匁･5分･3分･2分の5種類があった。
備後福山藩
備後国福山藩では、寛永7年（1630年）に、当時の藩主であった水野勝成が領内の殖産興業のために領内の両替商を発行元に藩札を発行したとの記述が文献に残されている。これは通説よりも早い発行であるが、元禄11年（1698年）の水野氏廃絶により正貨である銀貨との兌換が行われ、発行高（約3500貫）のほぼ全てが回収されたとあり、現物は確認できない。ただし、その当時発行したと思われる藩札とおぼしき紙片もあるが、虫食いや磨耗が激しく真贋の鑑別が困難である。なお、福山藩の現存する最古の藩札は延宝に発行されたものである。
記録によると水野時代の藩札は銀札で札座（発行所）を城下の商人（銀掛屋）「菊屋」が担当し、銀と札との兌換比率は13：10であったとされる。また、この札は信頼性が高く（実際、前述の通り全額の兌換が可能な財政的裏付けがあった）藩外でも取り扱われ元禄時代までに近隣の藩や大坂でも通用したといわれる。水野氏の廃絶後、阿部氏の時代には財政難から藩札が乱造されるようになり、享保15年（1730年）などに発行されているが、こちらの藩札は信用が低く藩が使用を強制することもあった。

#### 備中松山藩の事例（山田方谷の新札切り替え）
備中松山藩
備中国松山藩は、元禄年間に当時の藩主であった安藤氏が発行し、次の領主であった石川氏もこれに倣った。延享元年（1744年）に新たに板倉氏が入封すると、直ちに五匁、一匁の銀札を発行したが、国内の荒廃などによって表高5万石に対して実収2万石しかなかった同藩財政は逼迫して天保年間には準備金が底を突いた上に更に大量の五匁札を発行した。このため、藩札の価値は大暴落して財政を却って悪化させる原因となった。これに対して藩執政に就任した山田方谷は敢えて藩札の廃止と3年間に限って額面価格での引き取りを行う事を表明した。その結果藩札481貫110匁（金換算8,019両）が回収され、未発行分の230貫190匁（同3,836両）と合わせた合計711貫300匁（同11,855両、当時の藩財政の約1/6相当にあたる）が、方谷の命令によって嘉永5年（1852年）9月5日領内の高梁川にある近似川原（ちかのりがわら）に集められた藩士・領民の目前で焼却処分された。その後方谷は五匁、十匁、百匁からなる「永銭」と呼ばれる額面の新しい藩札を発行して、準備金が不正に流用される事の無い様に厳しい管理下に置いた。そのため、藩札の信用は回復される一方、その準備金の適切な投資・貸し出しによって裏打ちされた殖産興業は成功を収めて、10万両と言われた藩の借財は数年で完済されて、藩札も額面以上の信用を得るという好循環を招いた。

### 四国地方
徳島藩
徳島藩は阿波国及び家臣で洲本城主の稲田氏が統治する淡路国を領有していた。徳島藩の銀札及び銭札は阿波国及び淡路国の両国で通用した。古いものでは、延宝8年（1680年）の年号が書かれた銀札が現存している。のち、幕府による札遣い禁止を経て、明治期まで札遣いが続けられた。明治4年（1871年）より新通貨に引き替えられた際の引替率は、一匁札及び百文札は8厘、三分札及び弐分札は2厘であった。
その他、洲本銀札場から銀一貫目から十匁までの高額面の銀札が発行された。

### 九州地方
秋月藩
筑前国秋月藩は幕府から独立した藩として公認されてはいたが、福岡藩の分家として立藩した支藩である関係で、軍事・財政面で相互援助が行われていた。このため、藩札も相互に領内流通を認めていた。秋月藩の藩札発行は、福岡藩で発行された翌年の元禄17年（1704年）からであるが、各藩に下された札遣い停止の幕命により、わずか4年で回収された。しかし、幕許によって藩札発行が認められた享保15年（1730年）には早くも藩札の発行を再開している。明治維新後、新通貨に引き替えられた際の引替率は、五匁札は4銭2厘、壱匁札は8厘、弐分札は2厘であり、福岡藩よりも高い相場であった。

## 関連文献
- 岩橋勝 編『近世貨幣と経済発展』名古屋大学出版会、2019年。